# Platymantis subterrestris
Platymantis subterrestris é uma espécie de anfíbio da família Ranidae.
É endémica das Filipinas.
Os seus habitats naturais são: regiões subtropicais ou tropicais húmidas de alta altitude.
Está ameaçada por perda de habitat.